# Munididae
Munididae là một họ tôm hùm lùn, được phân loại tách biệt khỏi họ Galatheidae vào năm 2010.

## Mô tả và sinh thái học
Các loài trong họ Munididae có thể được phân biệt với các họ khác bằng sự hiện diện của một mép trước hình ba gai ở mai, cũng như một mỏm trung tâm và hai gai kéo dài về phía trước từ phía trên mắt. Mặc dù một số loài có thể di cư vào vùng nước nông, phần lớn chúng sống ở vùng nước sâu, trái ngược với các loài Galatheidae chủ yếu sống ở vùng nước nông.

## Phân loại
Nhiều chi được bao gồm trong họ Munididae trước đây nằm trong phạm vi rộng hơn của họ Galatheidae. Dưới đây là các chi hiện được công nhận thuộc họ Munididae:
- Agononida Baba & de Saint Laurent, 1996
- Anomoeomunida Baba, 1993
- Anoplonida Baba & de Saint Laurent, 1996
- Antillimunida Macpherson & Baba in Machordom et al., 2022
- Arabiconida Macpherson & Baba in Machordom et al., 2022
- †Austromunida Schweitzer & Feldmann, 2000
- Babamunida Cabezas, Macpherson & Machordom, 2008
- Bathymunida Balss, 1914
- †Cretagalathea Garassino, De Angeli & Pasini, 2008 – Upper Cretaceous
- Crosnierita Macpherson, 1998
- Curtonida Macpherson & Baba in Machordom et al., 2022
- Dactylonida Macpherson & Baba in Machordom et al., 2022
- Enriquea Baba, 2005
- Garymunida Macpherson & Baba in Machordom et al., 2022
- Gonionida Macpherson & Baba in Machordom et al., 2022
- Grimothea Leach, 1820
- Hendersonida Cabezas & Macpherson, 2014
- Heteronida Baba & de Saint Laurent, 1996
- Hexamunida Macpherson & Baba in Machordom et al., 2022
- Iridonida Macpherson & Baba in Machordom et al., 2022
- Ischnonida Macpherson & Baba in Machordom et al., 2022
- †Juracrista Robins, Feldmann & Schweitzer, 2012 – Late Jurassic (Tithonian)[3]
- Leptonida Macpherson & Baba in Machordom et al., 2022
- †Muellermunida Beschin, Busulini & Tessier
- Munida Leach, 1820
- Neonida Baba & de Saint Laurent, 1996
- Onconida Baba & de Saint Laurent, 1996
- Paramunida Baba, 1988
- Plesionida Baba & de Saint Laurent, 1996
- Raymunida Macpherson & Machordom, 2000
- Sadayoshia Baba, 1969
- Scolonida Macpherson & Baba in Machordom et al., 2022
- Setanida Macpherson, 2006
- Tasmanida Ahyong, 2007
- †Tethysmunida De Angeli & Ceccon, 2017
- Torbenella Baba, 2008
- Trapezionida Macpherson & Baba in Machordom et al., 2022
- Typhlonida Macpherson & Baba in Machordom et al., 2022
- †Valamunida Klompmaker & Robins in Hryniewicz et al., 2019